# Långbotjärnen (Bollnäs socken, Hälsingland)
Långbotjärnen är en sjö i Bollnäs kommun i Hälsingland och ingår i Ljusnans huvudavrinningsområde. Sjön är 8,7 meter djup, har en yta på 0,12 kvadratkilometer och befinner sig 326 meter över havet.

## Delavrinningsområde
Långbotjärnen ingår i det delavrinningsområde (678772-151868) som SMHI kallar för Mynnar i Anneforsån. Medelhöjden är 272 meter över havet och ytan är 20,04 kvadratkilometer. Räknas de 4 avrinningsområdena uppströms in blir den ackumulerade arean 30,79 kvadratkilometer. Blecksjöån som avvattnar avrinningsområdet har biflödesordning 4, vilket innebär att vattnet flödar genom totalt 4 vattendrag innan det når havet efter 75 kilometer. Avrinningsområdet består mestadels av skog (86 procent). Avrinningsområdet har 0,12 kvadratkilometer vattenytor vilket ger det en sjöprocent på 0,6 procent.